# Catazajá
Catazajá är en ort i Mexiko.   Den ligger i kommunen Catazajá och delstaten Chiapas, i den sydöstra delen av landet, 800 km öster om huvudstaden Mexico City. Catazajá ligger 9 meter över havet och antalet invånare är 2 973.
Terrängen runt Catazajá är platt. Havet är nära Catazajá åt nordväst. Runt Catazajá är det ganska glesbefolkat, med 34 invånare per kvadratkilometer. Catazajá är det största samhället i trakten. Omgivningarna runt Catazajá är en mosaik av jordbruksmark och naturlig växtlighet.